# Orbánhegy Kollégium
Az Orbánhegy Kollégium Budapest, XII. kerületében működő intézmény a főváros felsőoktatásában nappali tagozaton tanuló fiúk számára. 

## Hivatása
Az Orbánhegy Kollégium keresztény családi szellemben, az emberi és egyéni értékek fejlesztésére helyezve törekszik az oktatásra. A tanulók tanulmányi előrehaladása szorosan összefügg saját egyéni fejlődésükkel, széles körű ismeretanyaggal és azzal, hogy a bentlakók megértik és becsülik egymást.
Mindent elkövet annak érdekében, hogy olyan bentlakókat vegyen fel, akik tisztában vannak a kollégium céljával, amely egyetemi tanulmányaik hátterét kell hogy képezze.
A diákotthon szabályai ezt a célt szolgálják és hasonló, világszerte már fennálló más kollégiumokban szerzett tapasztalatokon alapulnak.
A lelki élethez kapcsolódó tevékenységek a kollégiumban az Opus Dei, a katolikus egyház személyi prelatúrájának irányítása alatt állnak.

## Előadások
Az Orbánhegy Kollégium és Kulturális Központban különféle történelmi, földrajzi, néprajzi, filozófiai és más jellegű tudományos előadások, illetve találkozók történnek.